# 神奈川県立麻溝台高等学校
神奈川県立麻溝台高等学校（かながわけんりつ あさみぞだいこうとうがっこう）は、神奈川県相模原市南区北里二丁目に所在する公立の高等学校。旧相模原南部学区。通称麻高。

## 設置学科
- 普通科

## 沿革
志村農場の一部を譲り受け建設。
1974年4月開校（第一回入学式は神奈川県立厚木南高等学校で行われた。）
2014年に創立40周年を迎えた。
耐震工事に伴い2020年6月から2021年度はA棟（教室及び職員室等）が仮設校舎へ移動。
2024年に創立50周年を迎えた。
体育館の改修及び耐震補強工事が2024年10月から2025年9月まで行われる。

## 設置課程
全日制
平成24年度より3学期制、授業1時間が45分（授業間の休憩は10分）、週4日7時間授業（水曜のみ6時間）を実施している。
また、平成29年度より3学期制、授業1時間が55分（授業間の休憩は10分）、週1日のみ7時間授業（他の曜日は6時間）と変更された。

## 学園祭
学園祭である翔鵬祭は体育部門（体育祭）と文化部門（文化祭）に分かれており、6月と9月の初めに開催される。

## 球技大会
年に2回行われる球技大会も毎回盛り上がっている。種目は前期がサッカー、バレーボール、ドッジボール、卓球、後期がドッジボール、バスケットボール、アルティメット、卓球（雨天時はサッカーのチームでのバレーボールとなる）。

## 部活動
- 野球部
- サッカー部
- ハンドボール部
- バスケットボール部
- 空手道部
- バレーボール部
- 吹奏楽部
- 硬式テニス部
- バドミントン部
- バトン部
- 合唱部
- ダンス部
- 陸上競技部
- 水泳部
- 文芸部
- 科学部
- 剣道部
- インターアクトクラブ
- 茶道部
- 軽音楽部
- 山岳部
- 美術部

## 著名な出身者
- 本村賢太郎（相模原市長、元衆議院議員）
- 苔むし地蔵（お笑いコンビ・ワイワイキング）
- こ〜ちゃ（ゲームクリエイター）
- 初山翔（自転車競技プロ選手）
- 齋藤仁美（スピードスケート選手）
- 杉浦健二郎（プロ野球選手(独立リーグ)）
- 坂本かや（プロボウラー）
- 昨日のカレーを温めて（お笑い芸人）
- 布目ゆう子（女優）

## 交通
- JR横浜線古淵駅から自転車で約15分
- 小田急小田原線相模大野駅からバスで約25分
- JR相模線原当麻駅から自転車で約15分

## その他
佐藤多佳子の小説「一瞬の風になれ」はこの高校の陸上部で取材した経験をもとに小説にしている。